# Guimbal Cabri G2

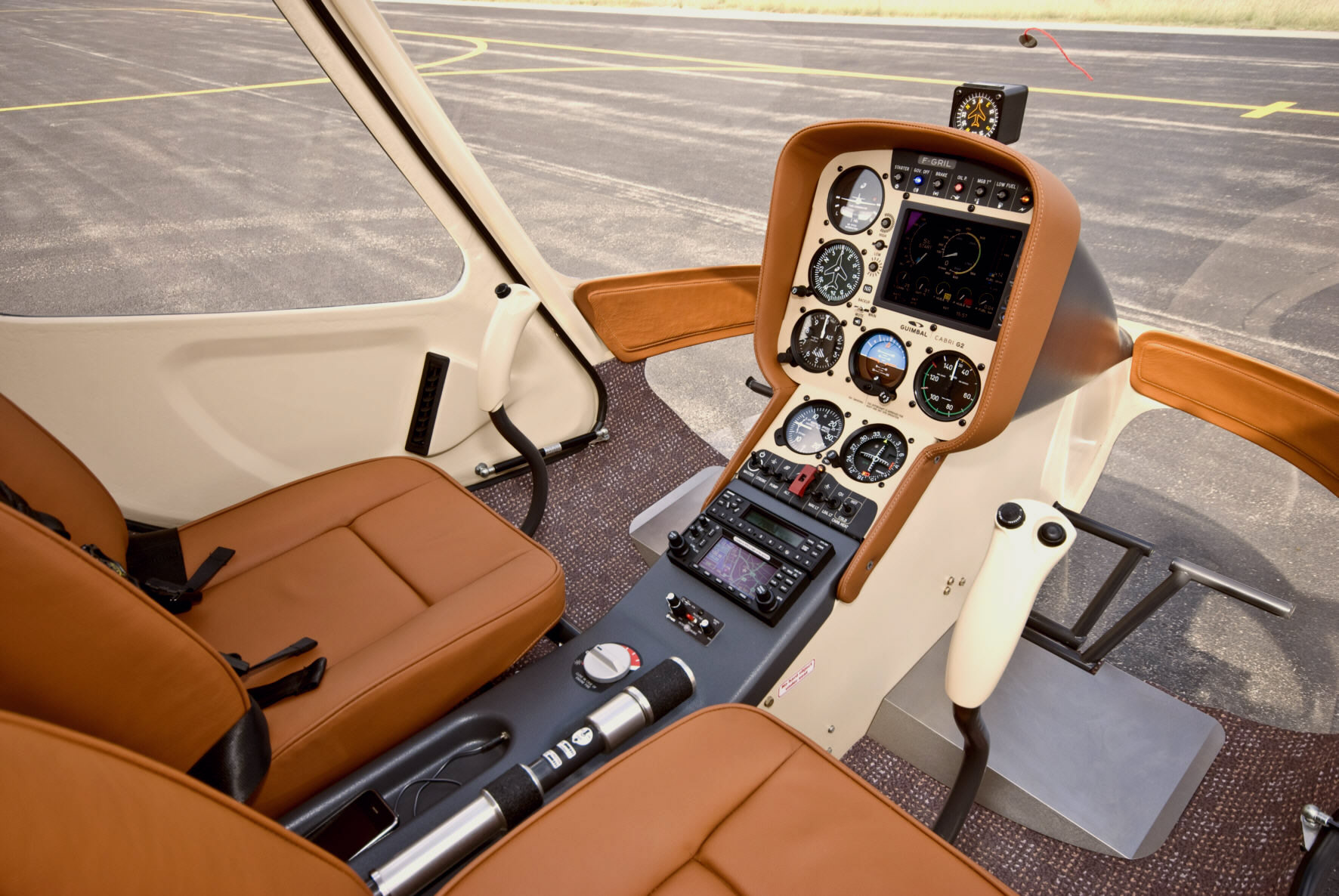
Interiér Cabri G2

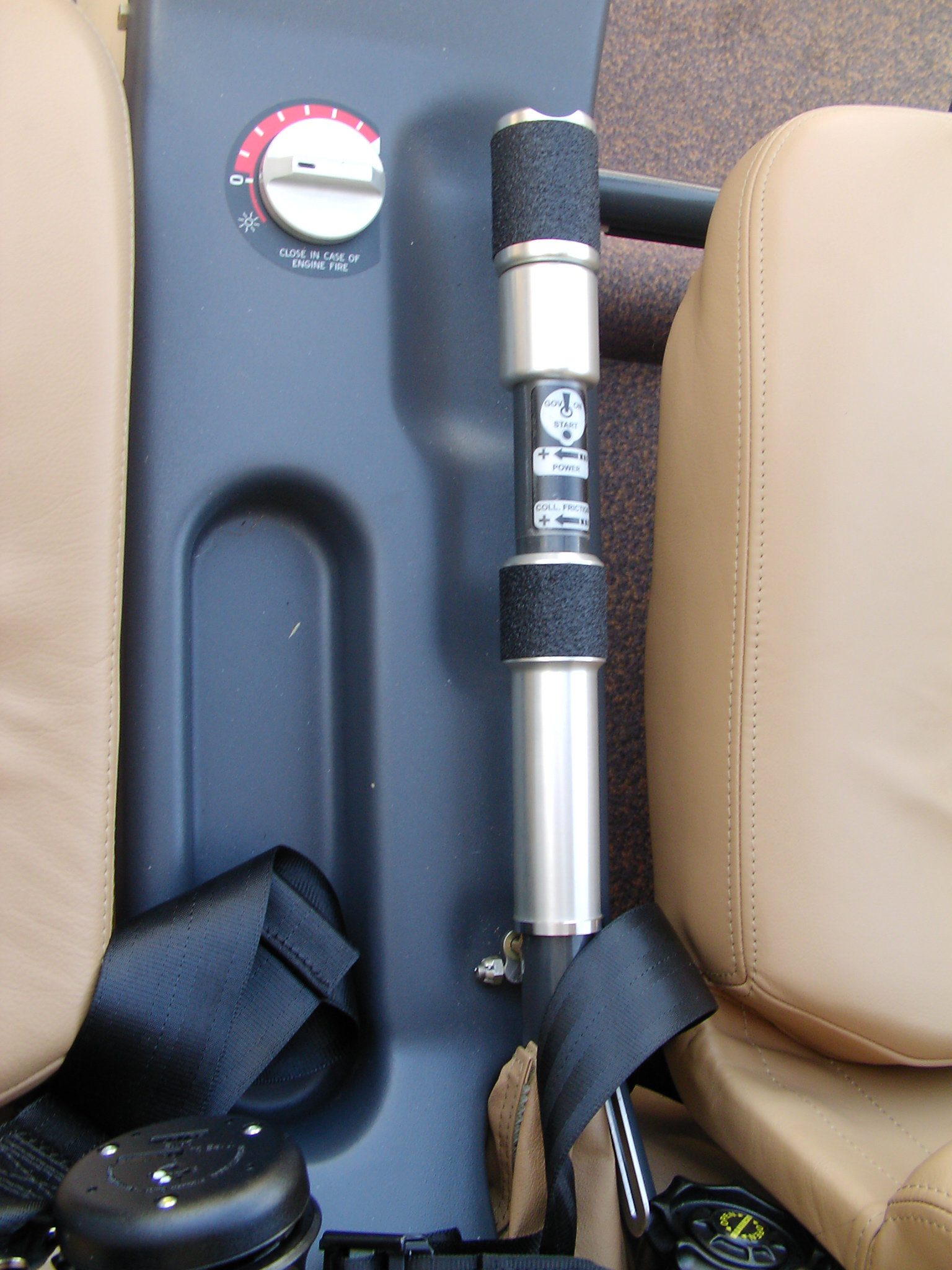
Odkládací prostor

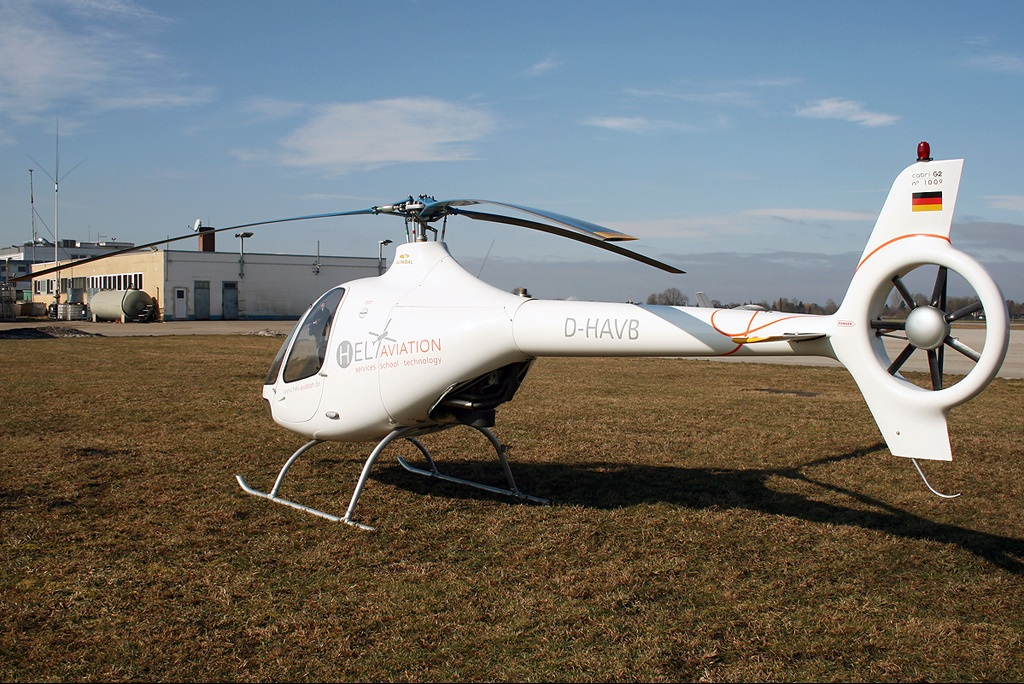
Pohled z venku

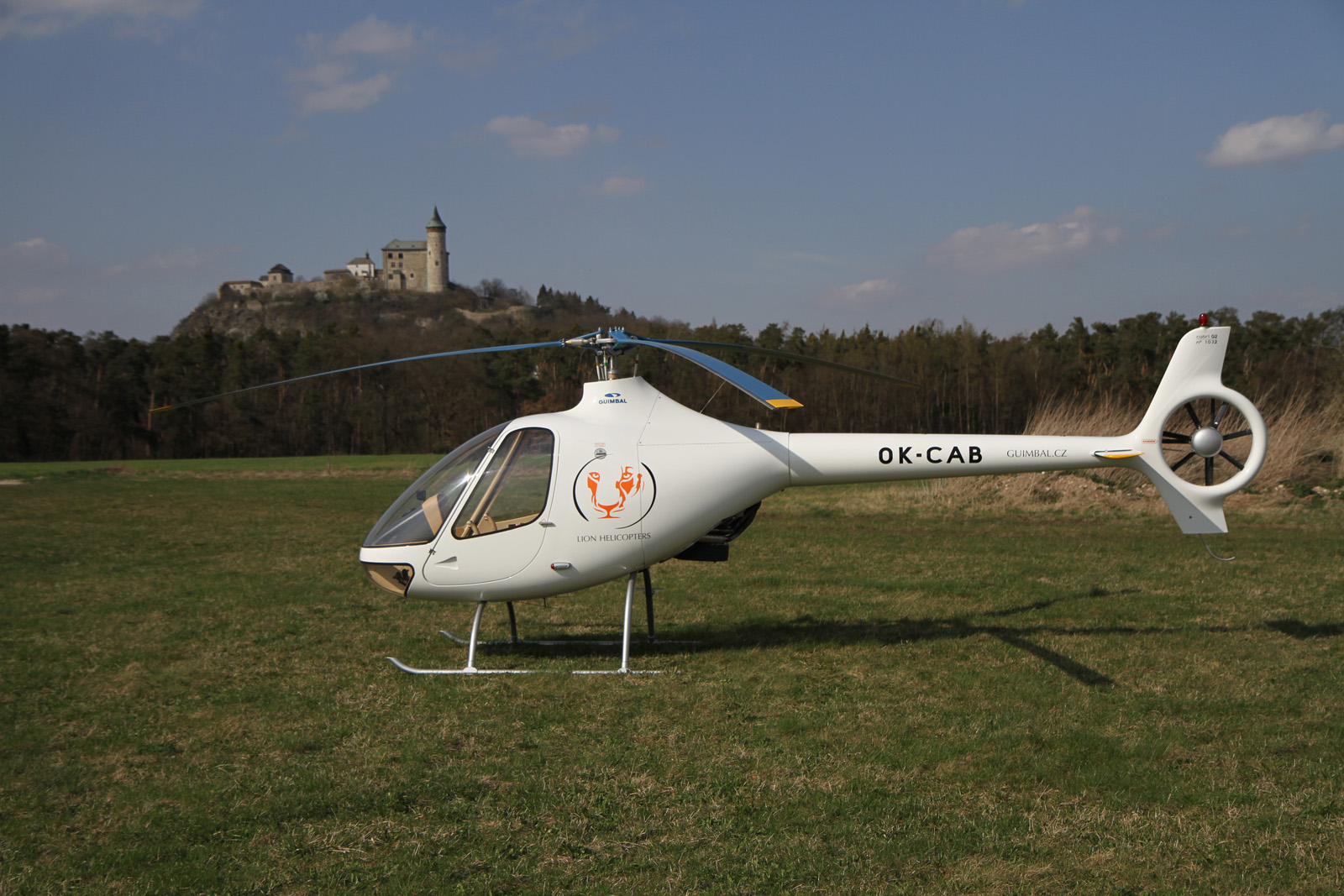
Pohled z boku

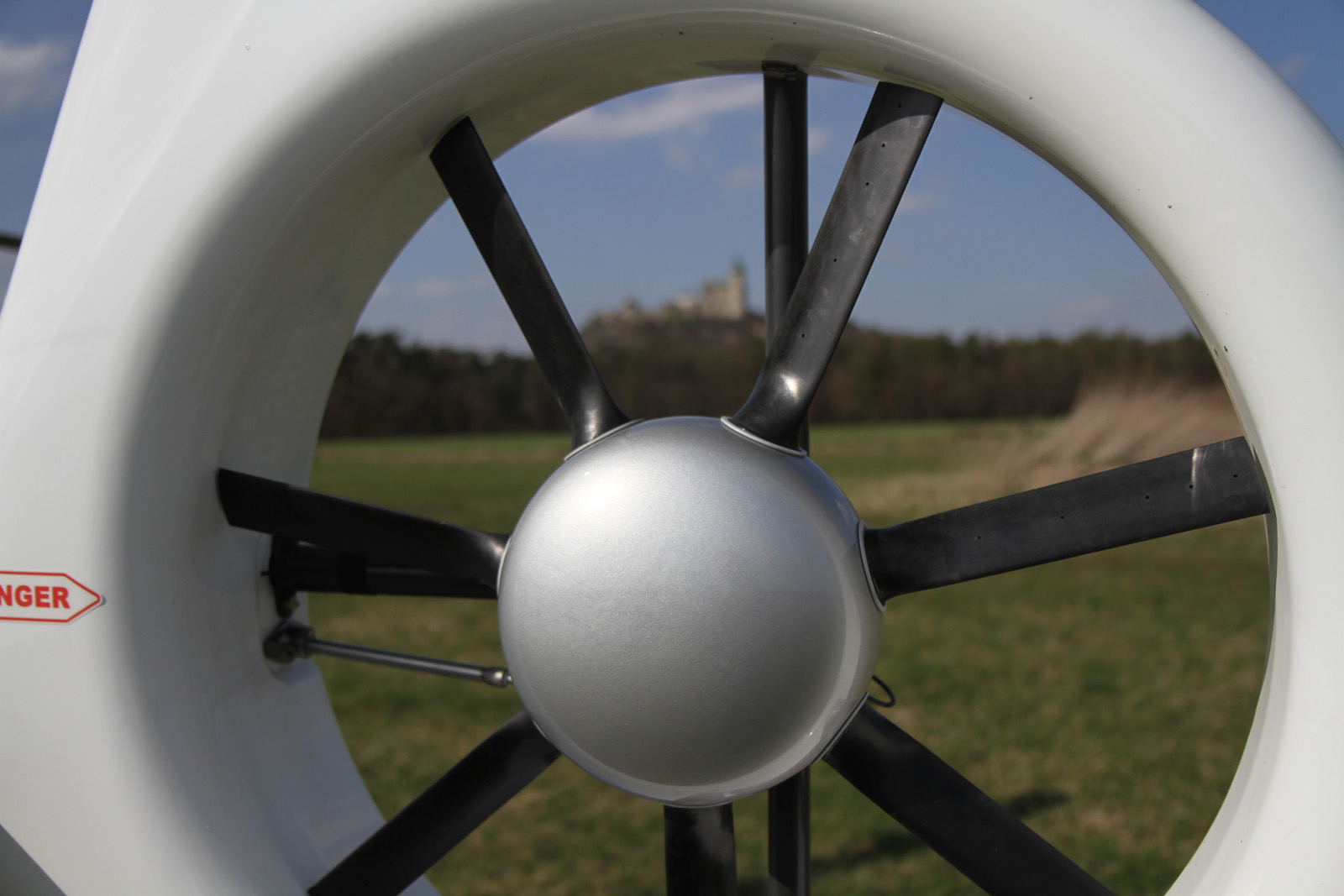
Fenestron

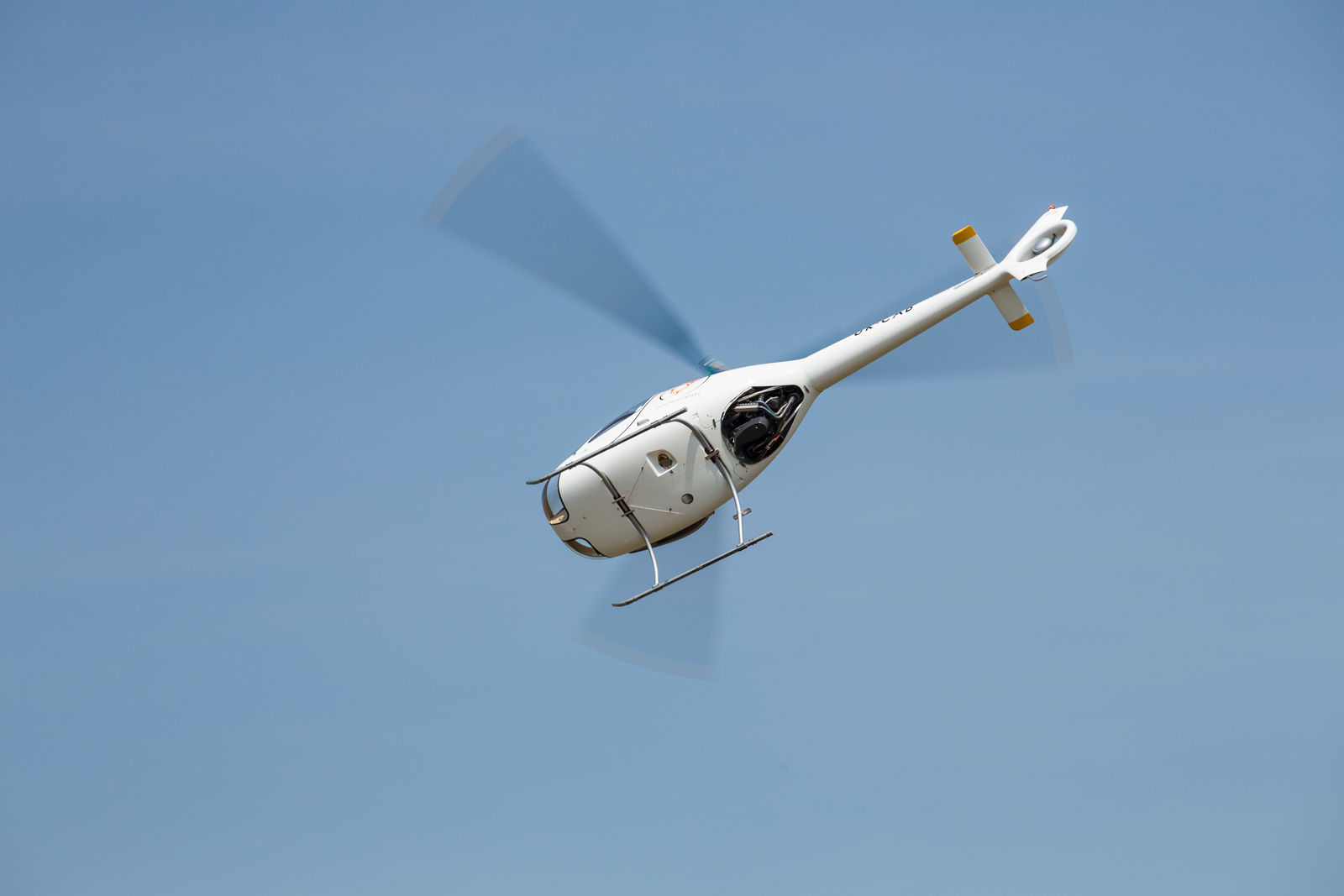
Cabri G2 zespodu

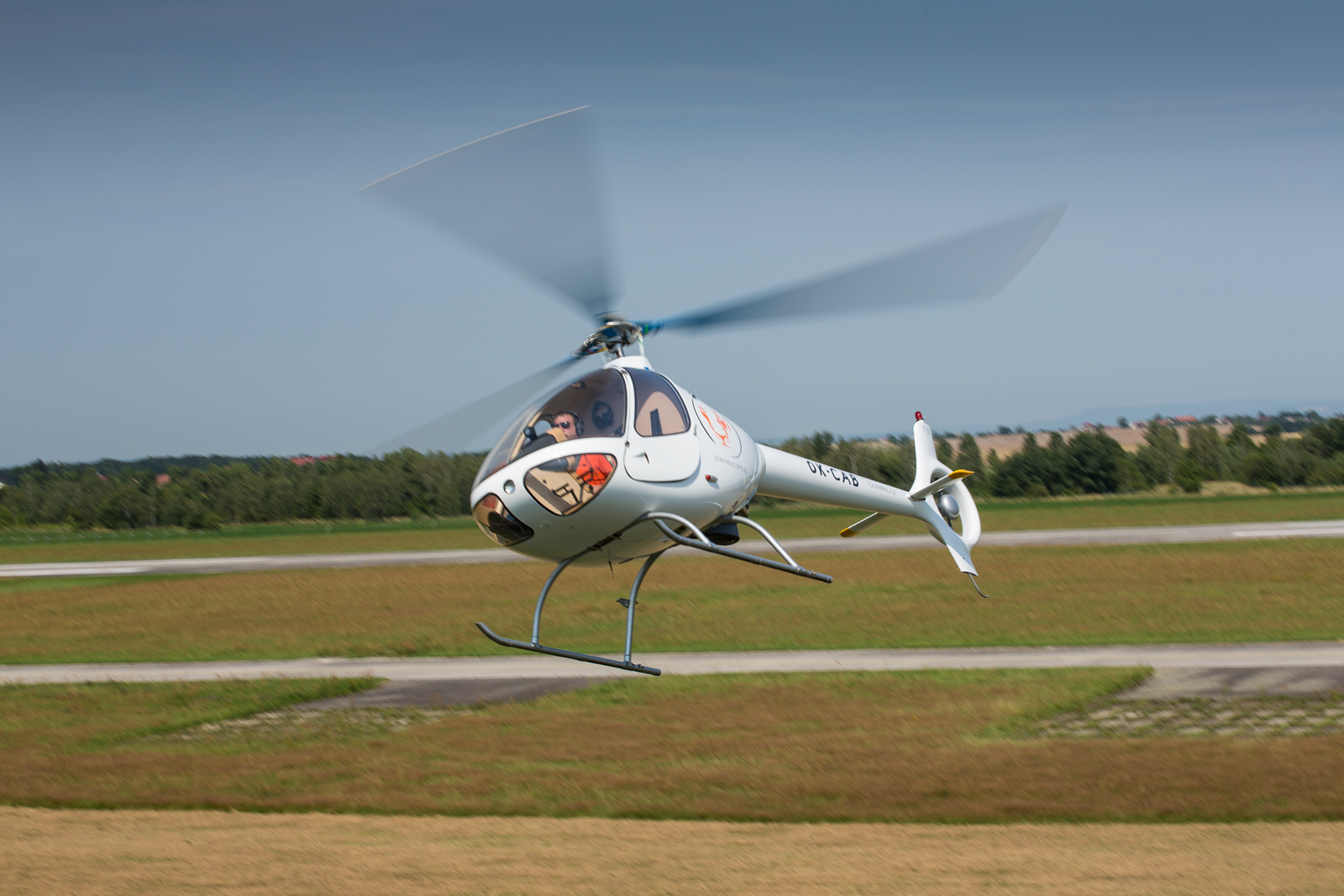
Cabri G2 zepředu

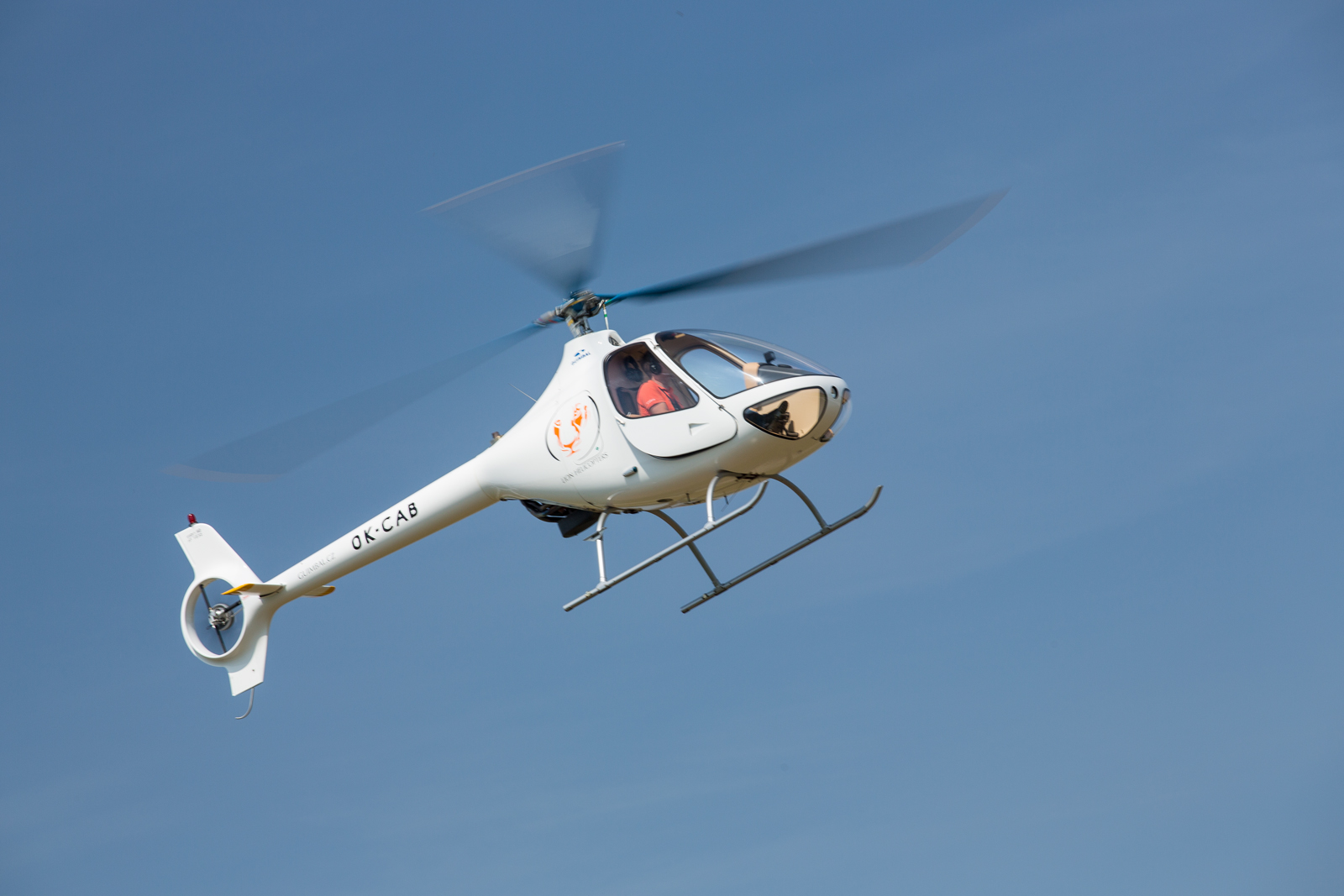
Cabri G2 z boku

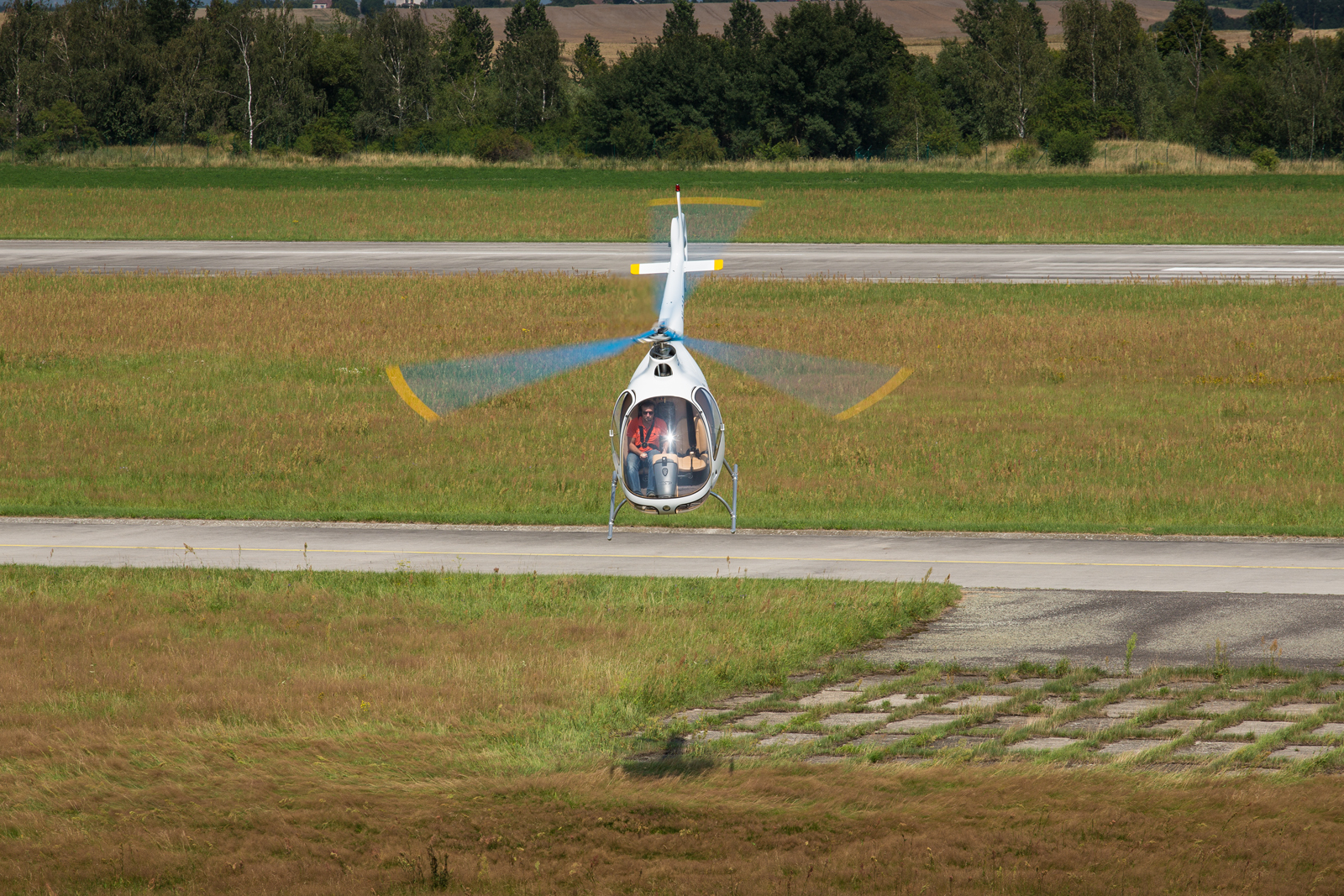
Cabri G2

Guimbal Cabri G2 je 2místný pístový vrtulník moderní konstrukce. Jeho vývoj vedl Bruno Guimbal, bývalý inženýr výrobce Eurocopter. K hlavním přednostem tohoto vrtulníku patří vysoká míra bezpečnosti a to jak pasivní, tak aktivní.

## Základní údaje o vrtulníku
Cabri G2 je 2místný vrtulník z velké části vyrobený z kompozitních materiálů. Podvozek je ližinový, měkce připevněný k draku, aby eliminoval tvrdé přistání a možnost pozemní rezonance. Celý stroj je koncipován s ohledem na bezpečnosti při poruše. O pohon se stará ověřený motor Lycoming O-360 s maximálním výkonem 180 koní, který je nezvykle vybaven elektronickým zapalováním místo běžně používaného magneta.
Cabri vyniká svou jednoduchou údržbou, většinou dílů s neomezenou životností a drakem, který nevyžaduje generálku. Elastomery použité nejen v rotorové hlavě eliminují vibrace a namáhání. To vše se pozitivně projevuje na velice nízkých provozních nákladech.
Cabri G2 se vyznačuje především velkým důrazem na bezpečnost posádky a jednoduchost ovládání. Tím se stal velmi oblíbeným v leteckých školách po celém světě.

### Hlavní rotor
Má 3listý bezůdržbový volně uložený rotor s kompozitovými listy uchycenými pomocí elastomerických ložisek. U vrtulníku, který má natáčení listů ve třech osách je nulová údržba nevídanou věcí. Rotor vyniká obrovskou setrvačností (inercí), díky které je bezpečný i v případě poruchy motoru. Tomu ovšem napovídá i samotné jméno vrtulníku Cabri (Comfort in Autorotation Belongs to Rotor Inertia). Navíc u tohoto typu nehrozí oddělení rotoru v případě letu s nízkým násobkem G, což je pro vrtulníky smrtelné – to již mnohokrát ukázala zkušenost např. s vrtulníky Robinson.

### Ocasní rotor
Ocasní rotor je typu Fenestron, který si v této velikostní kategorii odbývá svou premiéru. V karbonovém prstenci se otáčí 7 symetricky rozložených listů rychlostí přes 5000 otáček za minutu. Kapotáž kolem rotoru jej chrání proti poškození cizími předměty a eliminuje vznik vírového prstence, tedy ztráty účinnosti.

### Výbava
Základním prvkem výbavy Cabri je tzv. EPM, tedy LCD display zobrazující nejdůležitější údaje o vrtulníku jako jsou otáčky motoru a rotoru, využívaný výkon včetně limitů (cejchováno v procentech), stav paliva, spotřebu, výdrž a teploty a tlaky v pohonném ústrojí. Mnoho nehod vrtulníků vybavených karburátorem bylo důsledkem jeho zamrznutí, proto je Cabri vybaveno elektronicky řízeným ohřevem. Zajímavostí je také použití dálkového ovládání k otevření a aktivaci vrtulníku místo klíčku.

## Historie
Vrtulník Cabri G2 poprvé vzlétnul v březnu 2005, avšak jeho předchůdce, prototyp G1 vzlétl již v roce 1992. Cabri se může pyšnit několika světovými rekordy v kategorii vrtulníků do 500kg, kterých dosáhl v roce 2006: Dosažená výška bez užitečného zatížení 6,658 m (21,844 ft). Čas potřebný pro nastoupání do 3000 m(9840 ft) je 6 minut a 42 sekund a čas do 6000 m(19680 ft) je 22 minut a 6 sekund.
Jako jediný vrtulník v této kategorii získal plnou certifikace EASA CS-27 a to v prosinci 2007. První vyrobené kusy zamířily k francouzskému provozovateli Ixair (prosinec 2008) a 2 vrtulníky si objednal i Eurocopter pro výcvik svých posádek (prosinec 2009). Guimbal také podepsal smlouvu s Eurocopterem na výrobu bezpilotního prostředku založeného na Cabri G2.
Dnes je vrtulník Cabri G2 certifikován ve velké části světa včetně Číny, Jižní Afriky, Austrálie, Nového Zélandu, Brazílie a od roku 2015 certifikaci potvrdila i americká FAA.

### Provoz Cabri G2 v České republice
První Cabri G2 byl do České republiky přivezen v únoru 2012.
- První vrtulník provozovaný na území ČR s výrobním číslem 1032 nese registraci OK-CAB, provozovatel LION Helicopters s.r.o.,
- v dubnu 2015 bylo přihlášeno Cabri s výrobním číslem 1067 a registrací OK-GUI, provozovatel BLUE SKY AVIATION s.r.o.,
- OK-RHA obohatilo český letecký rejstřík v průběhu července 2015 ve slušivém stříbrném zbarvení. Výrobní číslo 1106, provozovatel LION Helicopters s.r.o..
- OK-BRI a OK-REK přiletělo v průběhu roku 2016. OK-BRI je používáno především pro letecký výcvik na letišti Poprad-Tatry. Výrobní čísla 1142 a 1143, provozovatel LION Helicopters s.r.o.

Přes české zastoupení byl dodán i jeden vrtulník do Polska – SP-DWZ, vč. 1107.

## Nehody
Od začátku produkce Cabri došlo již ke 4 nehodám, avšak během žádné z nich nedošlo k vážnějšímu zranění.

## Specifikace
Základní rozměry
- Délka trupu: 6,31 m
- Šířka kabiny: 1,24 m
- Celková výška: 2,37 m
- Průměr hlavního rotoru: 7,20 m
- Průměr ocasního rotoru: 0,60 m

Hmotnosti
- Prázdná hmotnost: 420 kg
- Maximální vzletová hmotnost: 700 kg
- Užitečné zatížení: 280 kg
- Užitečné zatížení (2h paliva): 215 kg
- Kapacita nádrže: 170 L
- Zavazadlový prostor: 200 L / 40kg

Výkony
- Motor: Lycoming O-360-J2A
- Maximální dlouhodobý výkon: 145 hp
- Maximální cestovní rychlost: 100 kt (185 km/h)
- VNE – Nepřekročitelná rychlost: 130 kt (240 km/h)
- Dostup ve visu (max. vzletová váha): 1524m/5000ft
- Dolet: 700 km
- Výdrž: 5:40[3]
- Spotřeba: 38l/h

## Hlavní konkurenti
- Robinson R22
- Sikorsky S-300
- Robinson R44

## Provozovatelé
Přehled provozovatelů u nás i ve světě.

### Česká republika
- LION Helicopters s.r.o.
- BLUE SKY AVIATION s.r.o.

### Německo
- Heli-Transair
- Heli Aviation

### Anglie
- Cotswold Helicopter Centre Archivováno 28. 10. 2012 na Wayback Machine.
- Helicentre Leicester

### Francie
- Héli-Challenge

### Rumunsko
- Regional Air Services

### Švýcarsko
- Helitrans
- Heliswiss

### Švédsko
- Savback Helicopters Archivováno 3. 11. 2012 na Wayback Machine.

### Austrálie
- Helicopter Transport & Training

## Videa
- Závod Cabri G2 s Nissan GT-R
- Tutoriál: Nastartování Cabri G2
- Safety fast: review of Cabri G2 helicopter
- Letová ukázka
- Overview
- Jak se staví Cabri G2